# Терімер (Точка)
62°26′48″ пд. ш. 59°49′59″ зх. д. / 62.446666666667° пд. ш. 59.833055555556° зх. д.

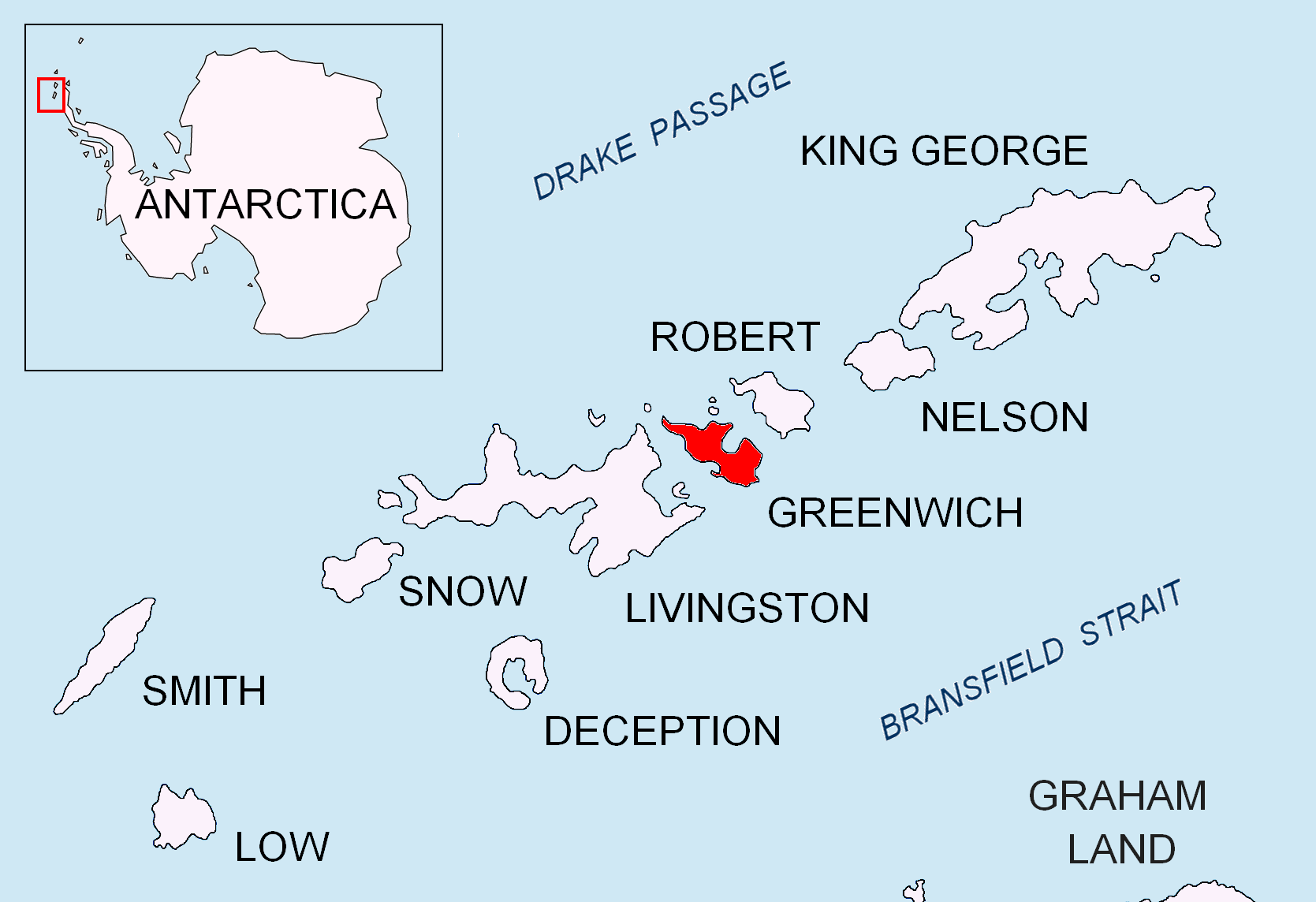
Розташування острова Гринвіч на Південних Шетландських островах

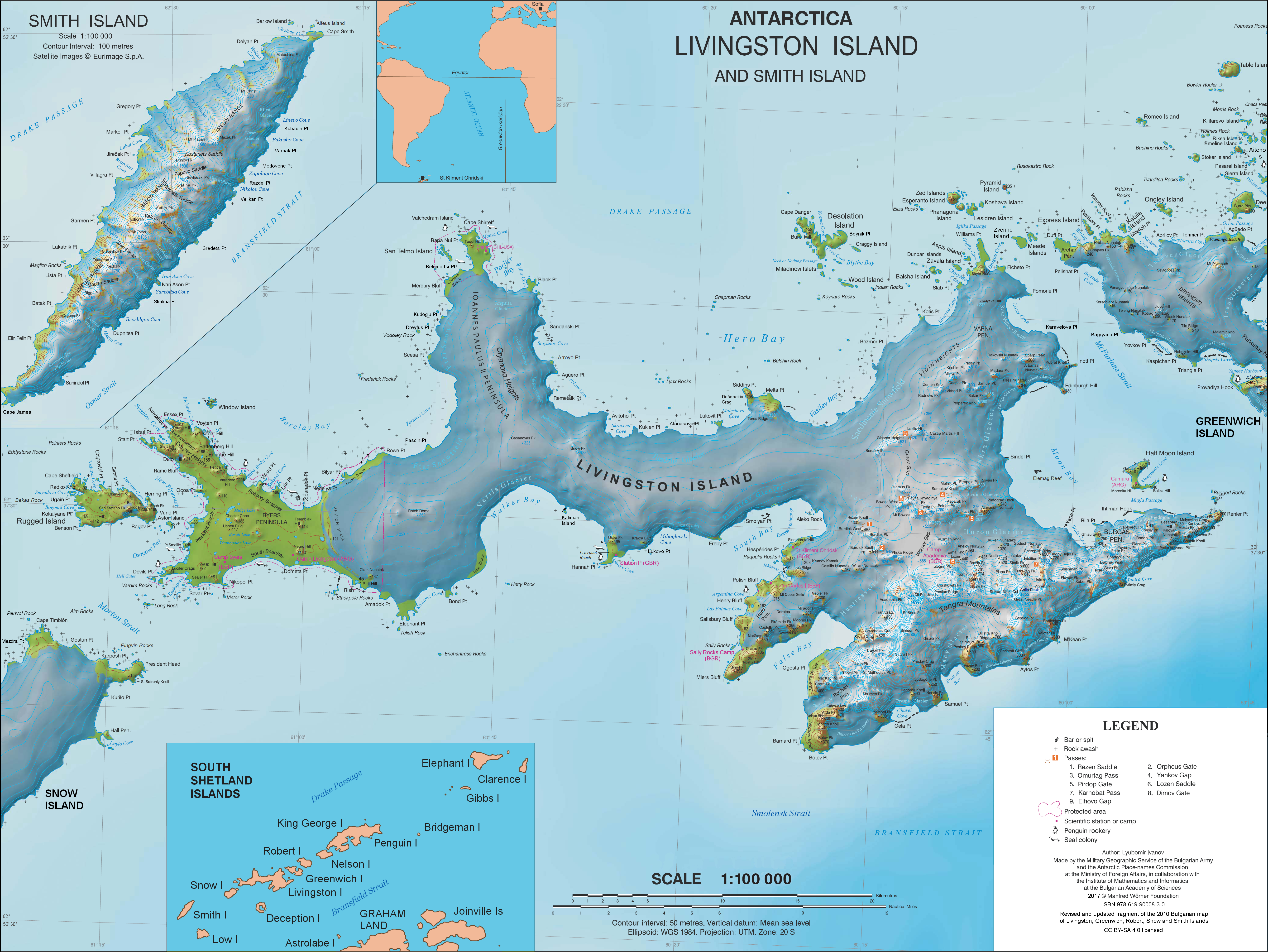
Топографічна карта із позначкою Теімер Пойнт

Точка Терімер (болг. нос Теример, 'Nos Terimer' \'nos' te-ri-mer\) - низька, округла і незамерзаюча східна точка входу в бухту Скаптопара, що утворює західний край пляжу Фламінго на північному узбережжі острова Гринвіч в Антарктиді. 
Точка названа на честь середньовічного поселення Терімер в Західній Болгарії.

## Розташування
Точка Терімер знаходиться за координатами 62°26′48″ пд. ш. 59°49′59″ зх. д. / 62.44667° пд. ш. 59.83306° зх. д., що є 2,36 км на захід-південний захід від пункту Агуедо, 3.25 км на схід від пункту Априлов, 2,87 км на південний схід від острова Онглі та 2,33 км на південний захід від острова Ді . Британське картографування у 1968 році та болгарське у 2005, 2009 та 2017 роках.

## Мапи
- Л. Л. Іванов та ін. Антарктида: острів Лівінгстон та острів Гринвіч, Південні Шетландські острови . Масштаб 1: 100000 топографічної карти. Софія: Антарктична комісія з географічних назв Болгарії, 2005.
- Л. Л. Іванов. Антарктида: острови Лівінгстон та Гринвіч, Роберт, Сноу та Сміт . Масштаб 1: 120000 топографічної карти. Троян: Фонд Манфреда Вернера, 2009.
- Антарктична цифрова база даних (ADD). Масштаб 1: 250000 топографічної карти Антарктиди. Науковий комітет з антарктичних досліджень (SCAR). З 1993 року регулярно модернізується та оновлюється

## Зовнішні посилання
- Таример Пойнт. Супутникове зображення Copernix

Ця статя містить інформацію з Антарктичної комісії з географічних назв Болгарії, яка використовується з дозволу.